# Diamante fiammingo

Una mappa del diamante fiammingo all'interno del Belgio.

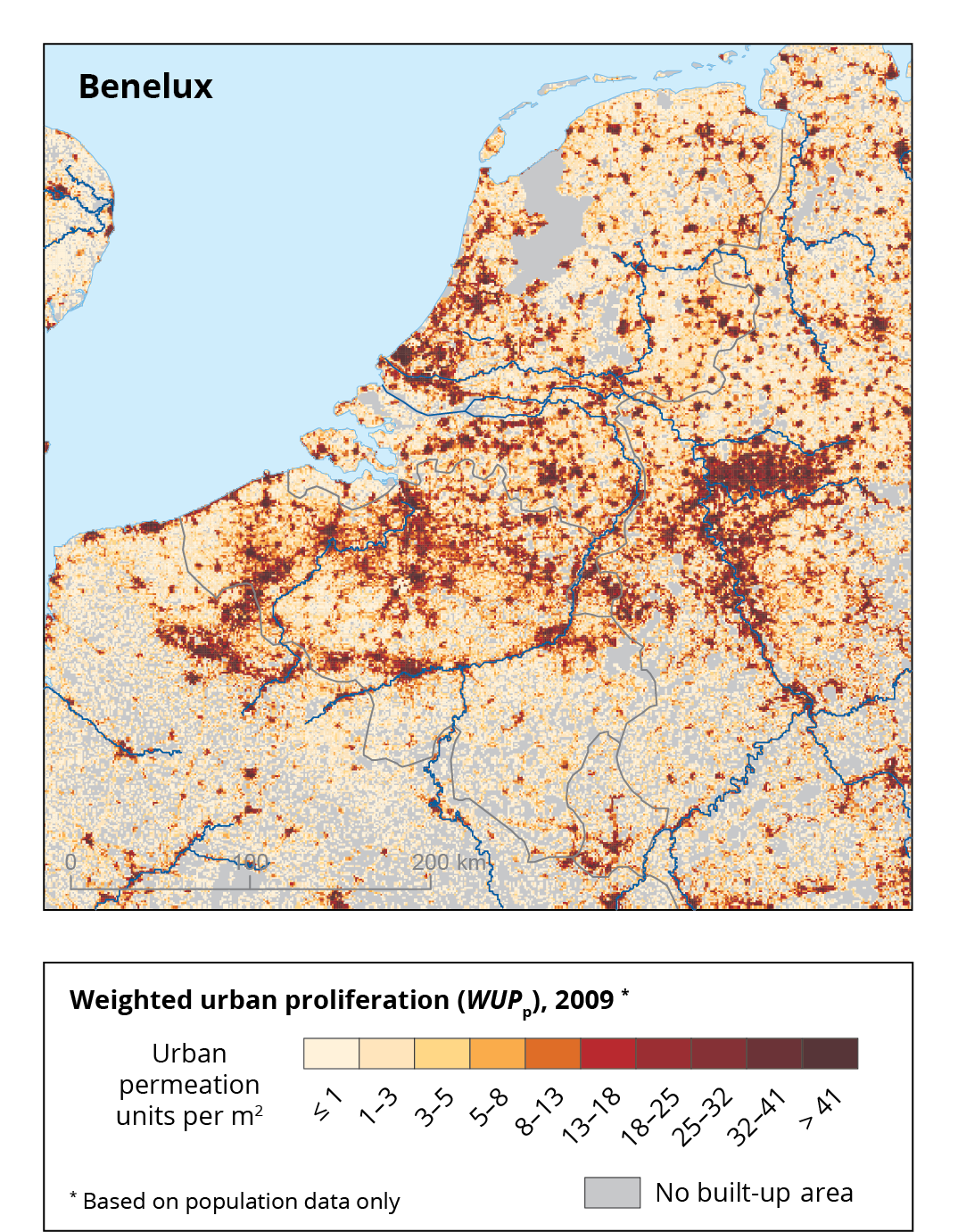
Il diamante fiammingo ha un alto grado di espansione urbana.

Il diamante fiammingo (in olandese: Vlaamse Ruit) è il riferimento fiammingo a una rete di quattro aree metropolitane in Belgio, tre delle quali si trovano nelle province centrali delle Fiandre, insieme alla Regione di Bruxelles-Capitale. Si compone di quattro agglomerati che formano i quattro angoli di una forma astratta di diamante: Bruxelles, Gand, Anversa e Lovanio. Oltre cinque milioni di persone vivono in questa zona, con una densità di popolazione di circa 820 abitanti per chilometro quadrato.

## Storia
Il diamante fiammingo è un concetto di governo regionale non riconosciuto ufficialmente dall'autorità centrale belga, il governo federale, che non riconosce alcun agglomerato policentrico in Belgio che attraversa i confini regionali e include Bruxelles come parte di esso. Le altre principali aree metropolitane belghe che si trovano in prossimità della capitale nazionale (che si trovano in un raggio di circa 50 chilometri nei dintorni di Bruxelles) sono di competenza esclusiva delle autorità regionali. Queste autorità autonome possono scegliere di includere o escludere Bruxelles nella propria volontà. E come tale, il governo fiammingo autonomo ha sviluppato il concetto geografico e socioeconomico di Vlaamse Ruit o "Diamante fiammingo" negli anni '90. La controparte francofona è il Triangle Wallonie ("Triangolo vallone"), costituito da Bruxelles e tre aree metropolitane valloni, ovvero Mons, Charleroi e Namur.

## Dinamica
La distanza da Anversa a Bruxelles è di circa 51 km. La città di Malines è al centro e verso Bruxelles la zona industriale di Vilvoorde. Il porto di Anversa che si estende verso nord, è stato a lungo riconosciuto come un importante asse urbano e industriale nord-sud. L'area triangolare occidentale delle città più grandi di Anversa-Bruxelles-Gand comprende le città di Lokeren situate a ovest di Sint-Niklaas, Dendermonde a nord di Aalst e l'area industriale Boom - Willebroek, ed è generalmente leggermente meno urbanizzata. Ciò può valere anche per il più piccolo triangolo est Anversa - Bruxelles - Lovanio, che comprende la città di Lier. 
Il nome si riferisce alla forma geometrica di un diamante, corrispondente alla posizione delle quattro città e delle aree metropolitane circostanti, che sono tra le più urbanizzate e industrializzate - e prosperose - in Belgio. Ha forti legami economici con le regioni metropolitane del Randstad nei Paesi Bassi e del Reno-Ruhr in Germania. Collega anche la sua area periferica per oltre cento chilometri, superando le Fiandre, con l'economia internazionale e globale.
Le attività economiche nelle aree metropolitane relativamente più grandi sono distinte, con un'enfasi sull'industria ad Anversa, principalmente a causa del suo porto principale, rispetto all'amministrazione per Bruxelles, come capitale belga e la sua funzione per la Comunità europea. Sebbene la città situata in posizione centrale sia nel diamante che nel suo asse industriale nord-sud abbia due zone industriali all'interno dei confini municipali, Malines è anche vista come una "città addormentata" per i suoi numerosi pendolari verso quelle metropoli. 
A parte l'Università di Hasselt nel Limburgo, tutte le università fiamminghe si trovano nelle capitali provinciali o nazionali in ogni angolo del diamante, mentre Malines ha un ruolo importante a causa dei suoi altri tipi di istruzione superiore. Sebbene una lontana affiliata dell'Università cattolica di Lovanio offra i primi anni di alcuni scapoli a Courtrai, per gradi più alti l'Università di Gand è la più vicina alla provincia delle Fiandre occidentali, quanto si trova fuori dal diamante fiammingo.